# Moorwald-Blättereule
Die Moorwald-Blättereule (Papestra biren) ist ein Schmetterling (Nachtfalter) aus der Familie der Eulenfalter (Noctuidae).

## Merkmale

### Falter
Die Flügelspannweite der Falter beträgt 30 bis 38 Millimeter. Die Farbe der relativ schmalen Vorderflügel variiert von blaugrau über silberaschgrau und graubraun bis zu schwarzgrau. Zapfen-, Nieren- und Ringmakel sind deutlich hellgrau und teilweise bräunlich gefüllt. Das liegende W-Zeichen der Wellenlinie ist klein und undeutlich und fehlt manchmal ganz. Die schwarzen Pfeilflecke treten jedoch groß und auffällig hervor. Exemplare mit schwärzlicher Tönung werden als forma aperta Hbn. bezeichnet. Die Hinterflügel sind einfarbig graubraun.

### Ei, Raupe, Puppe
Das schmutzig orangefarbene, halbkugelige Ei zeigt leicht gewellte Rippen. Mittelfleck und Binden sind karminrot getüpfelt. Die Raupen haben eine typisch rotbraune Kopf- und Körperfarbe sowie eine durchgehende, dunkle Winkelzeichnung auf dem Rücken. Die ersten drei Hinterleibssegmente der schwarzbraun gefärbten Puppe sind scharf gesägt. Der Kremaster ist schaufelartig geformt und mit je zwei längeren äußeren sowie kürzeren inneren Dornen versehen.

## Geographische Verbreitung und Lebensraum
Die Art ist in Europa weit verbreitet, fehlt jedoch im Süden der Iberischen Halbinsel, Italiens und Griechenlands. In den Alpen steigt sie bis auf 2200 Meter Höhe. Die weitere Verbreitung reicht über Kaschmir bis Ostasien, Japan und Nordamerika. In Neufundland wurde die Art nach 1935 eingeführt, hat sich seitdem immer weiter nach Süden ausgedehnt und überschneidet sich inzwischen teilweise mit der in Nordamerika beheimateten, ähnlichen Papestra quadrata (Smith, 1891). Die Moorwald-Blättereule kommt bevorzugt in feuchten, bergigen Gebieten vor. Sie ist überwiegend in Hochmooren, moorigen Heiden und feuchten Nadelholzwäldern anzutreffen.

## Lebensweise
Die Falter sind überwiegend dämmerungs- und nachtaktiv, saugen aber auch am Tage oder in der Dämmerung an verschiedenen Blüten, beispielsweise an Taubenkropf (Silene vulgaris). Sie besuchen künstliche Lichtquellen, gelegentlich auch Köder und fliegen von Ende Mai bis Juli in nur einer Generation. Die Raupen leben überwiegend von Juli bis September. Sie ernähren sich hauptsächlich von den Blättern der Rauschbeere (Vaccinium uliginosum) und der Heidelbeere (Vaccinium myrtillus). Gelegentlich wurden Raupen außerdem an Sal-Weide (Salix caprea) oder Eberesche (Sorbusa ucuparia) gefunden. Während der Zucht nehmen sie auch Blätter von  Löwenzahn (Taraxacum) und Himbeere (Rubus idaeus) an. Bei Feuchtigkeitsmangel entwickeln sie sich zu Mordraupen, d. h., sie fallen über Geschwister her und saugen sie aus. Dieses Verhalten ist auch von den Raupen der Trapezeule (Cosmia trapezina) und der Grünen Beifuß-Erdeule (Actebia praecox) bekannt. Die Art überwintert als Puppe.

## Gefährdung
Die Moorwald-Blättereule ist in Deutschland verbreitet und in unterschiedlicher Häufigkeit anzutreffen. Auf der Roten Liste gefährdeter Arten wird sie auf der Vorwarnliste (Kategorie V) geführt.